# Lumsk
Lumsk est un groupe norvégien de folk metal, originaire de Trondheim. Le groupe mélange la musique folk norvégienne (violon, chant en norvégien reprenant des légendes locales) et des éléments rock et metal. La composante metal évolue d'un metal lourd et sombre (doom et death) sur le premier album vers un metal plus lent, atmosphérique, limite progressif sur le deuxième.

## Histoire
Après la sortie d'une démo auto-produite, le groupe publie un EP intitulé Åsmund Frægdegjevar en 2001 sous contrat avec le label Spinefarm Records. L'année suivante, le groupe signe chez Tabu Recordings et publie son premier album, qui porte le même titre que l'EP. l'album se caractérise par un mélange d'instruments classiques et de heavy metal. 
Quelques années plus tard, en juin 2005, avec un nouveau chanteur, le groupe publie son deuxième album, Troll. L'album atteint la 18e place des classements norvégiens. La même année sort un single Nidvisa. Le 26 février 2007, Lumsk publie son troisième album, Det Vilde Kor. Depuis la sortie de leur troisième opus, le groupe ne se manifeste plus.

## Membres

### Membres actuels
- Espen Warankov Godø - claviers (depuis 2000)
- Eystein Garberg - guitare (depuis 2001)
- Espen Hammer - basse (depuis 2002)
- Ketil Sæther - guitare (2004–2007, depuis 2009)
- Vidar Berg - batterie (depuis 2005)
- Annelise Ofstad Aar - chant (depuis 2009)

### Anciens membres
- Snorre Hovdal - basse, chœurs
- Bjørnar Selsbak - guitare
- Øyvind R - guitare
- Vibeke Arntzen - chant
- Sondre Øien - basse
- Steinar Årdal - chant
- Alf Helge Lund - batterie (1999–2005)
- Siv Lena Waterloo Laugtug - violon (2001–2007)
- Ketil Sæther - guitare (2004–2007)
- Stine Mari Langstrand - chant (2004–2007)
- Håkan Lundqvist - guitare (2007)
- Jenny Gustafsson - violon (2007)

## Discographie

### Albums studio
- 2001 : Demo
- 2003 : Åsmund Frægdegjevar
- 2005 : Troll
- 2007 : Det Vilde Kor
- 2023 : Fremmede Toner

### Single
- 2005 : Nidvisa